# Erling Hallas
Erling Axel Hermansen Hallas (13. december 1911 i Bredsten Sogn, Vejle – 1947 i Kharkiv) var en dansk nazist, der gjorde tjeneste i Frikorps Danmark fra 1941.
Erling Hallas arbejdede som journalist i begyndelsen af trediverne. Den 11. april 1934 blev han medlem af DNSAP. Han var ansat ved partikontoret 1934-1941. Han arbejdede som redaktør på bladet "National-Socialisten" fra september 1937 til januar 1939 og som redaktør af DNSAP's Måneds-Breve fra oktober 1936 til august 1941. Fra 1939 blev han partisekretær og privatsekretær for Frits Clausen. Den 2. februar 1941 blev han udnævnt til stabsgruppeleder i partiførerens stab. I 1939 deltog han i en aktion hvor han sammen med Erik Westergaard Jensen affyrede en hundepistol og nedkastede flyveblade i rigsdagen under en tale af K. K. Steincke. Han idømtes 20 dages hæfte.
Han meldte sig i august 1941 frivilligt til Frikorps Danmark og blev tilknyttet 3. kompagni som Oberscharführer. I februar 1942 blev Frikorpsets chef Christian Peder Kryssing aktivt modarbejdet af korpsets nazister. Erling Hallas var førende i kampen mod Kryssing. I februar 1942 blev han fængslet to gange, men sagen mod ham frafaldtes, da Frikorpsets nye nazistiske chef Christian Frederik von Schalburg ankom. Erling Hallas blev i marts overført til 4. kompagni, hvortil han blev knyttet under Frikorps Danmarks indsats ved Demjansk.
Efter Frikorpsets orlov i Danmark i september 1942 blev han hjemme som næstkommanderende ved Schalburgskolen og fik DNSAP's æresemblem. I november 1942 blev han udnævnt til stabsafdelingsleder i DNSAP.
Fra den 1. februar 1943 til den 31. juli 1943 fulgte han undervisningen på SS-Junkerskolen i Bad Tölz og vendte tilbage til fronten. I 16. kompagni blev han udnævnt til Zugführer i SS-Panzergrenadier-Regiment 24 "Danmark" i 11. SS-Panzergrenadier-Division "Nordland". Den 29. januar 1944 blev han såret i kamp og taget til fange. Døde i den sovjetiske krigsfangelejren "Kharkov 149/2" i begyndelsen af 1947.